# Baryceros sibine
Baryceros sibine är en stekelart som först beskrevs av Cameron 1911.  Baryceros sibine ingår i släktet Baryceros och familjen brokparasitsteklar. Inga underarter finns listade.